# Леутфред I
Леутфред I (на латински: Leudefredus; на немски: Leutfred I, Leutfried) е алемански херцог от 570 до 587 година.
Той наследява Теодефрид. През 587 година Леутфред I е свален от франкско австразийския крал Хилдеберт II.
Негов наследник като херцог става Унцилин.